# Kurt Wüthrich
Kurt Wüthrich (Aarberg, 4 de outubro de 1938) é um químico e biofísico suíço. Conjuntamente com John Fenn e Koichi Tanaka, foi agraciado com o Nobel de Química de 2002, conhecido por desenvolver métodos nucleares de ressonância magnética nuclear (RMN) pelo estudo de macromoléculas biológicas.

## Carreira
Após seu PhD, Wüthrich continuou a pesquisa de pós-doutorado com Fallab por um curto período antes de sair para trabalhar na Universidade da Califórnia, Berkeley, por dois anos, a partir de 1965, com Robert E. Connick. Em seguida, trabalhou com Robert G. Shulman no Bell Telephone Laboratories em Murray Hill, Nova Jersey, de 1967 a 1969.
Wüthrich voltou para a Suíça, para Zurique, em 1969, onde começou sua carreira na ETH Zürich , chegando a professor de Biofísica em 1980. Atualmente mantém um laboratório na ETH Zürich, no The Scripps Research Institute, em La Jolla, Califórnia e no iHuman Institute of ShanghaiTech University. Ele também foi professor visitante na Universidade de Edimburgo (1997–2000), na Universidade Chinesa de Hong Kong (onde foi Professor Honorário) e na Universidade Yonsei.
Durante seu período de pós-doutorado em Berkeley, ele começou a trabalhar com a técnica recentemente desenvolvida e relacionada de espectroscopia de ressonância magnética nuclear para estudar a hidratação de complexos metálicos. Quando Wüthrich se juntou ao Bell Labs, ele foi colocado no comando de um dos primeiros supercondutores Espectrômetros de NMR, e começou a estudar a estrutura e dinâmica das proteínas. Ele tem seguido essa linha de pesquisa desde então.
Depois de retornar à Suíça, Wüthrich colaborou com, entre outros, o Prêmio Nobel Richard R. Ernst no desenvolvimento dos primeiros experimentos de RMN bidimensionais e estabeleceu o efeito nuclear Overhauser como uma maneira conveniente de medir distâncias dentro das proteínas. Essa pesquisa mais tarde levou à atribuição completa de ressonâncias para, entre outros, o inibidor de tripsina pancreática bovina e o glucagon.